# Willem Symor
Willem Jacob Symor (Para, 21 november 1936 – Paramaribo, 4 september 2008) was een inwoner van de Bijlmermeer van Surinaamse afkomst. Hij was daar bekend als Pa Sem. Hij werd in 1992 landelijk bekend nadat hij tijdens de Bijlmerramp een tienjarig jongetje het leven redde.

## Biografie
Symor werd geboren in het Surinaamse district Para, op de voormalige houtplantage Vierkinderen die na de slaventijd is gekocht door vroegere slaven. Zijn ouders kregen in totaal 19 kinderen en Willem werd op vijfjarige leeftijd als kweekje uitbesteed aan een tante in Paramaribo. Zij overleed toen Symor twaalf was. Hij moest nu voor zichzelf zorgen en werd uiteindelijk chauffeur op een bulldozer, eerst bij Bruynzeel en vervolgens bij Billiton. Nadat in 1958 Symors rechter dijbeen was verbrijzeld bij een aanrijding, werd hij op de loonadministratie geplaatst. Hij wist zich op te werken en was ook actief als vakbondsbestuurder.
Rond 1975 verhuisde hij van Suriname naar Rotterdam. Symor werkte in de haven, maar werd in 1986 afgekeurd. Hij verhuisde naar Amsterdam om dichter bij zijn kinderen te zijn, vond een woning in de flat Groeneveen en knapte hier een collectieve ruimte op die Het Groentje werd genoemd.
Symor verhuisde in 1995 terug naar Paramaribo, waar hij een huis had gekocht. Hij overleed in de nacht van 3 op 4 september 2008 op 71-jarige leeftijd en liet een vrouw en kinderen achter.

## Redding Bijlmerramp
Symor was op zondag 4 oktober 1992 in Het Groentje aan het werk toen een Boeing 747 van El Al op de flat stortte. Hij vluchtte de brandende flat uit, maar rende terug, de vuurzee in, nadat hij hoorde dat de 10-jarige Reinaldo nog in Het Groentje was. Symor wist Reinaldo te redden, maar liep bij de reddingsactie derdegraads brandwonden op en was drie weken buiten bewustzijn. Voor de brandwonden moest hij behandeld worden in het brandwondencentrum te Beverwijk. Hij was voor het leven getekend. 
Symor verklaarde dat hij niet verder had kunnen leven als hij Reinaldo binnen had gelaten: "De jongen die ik gered heb, kon na veertien dagen weer naar school. Als ik die pijp niet had opgevangen, had hij het niet overleefd. Maar als hij toen dood was gegaan, zat ik hier waarschijnlijk ook niet. Dan had ik zoveel verdriet gehad dat ik niet de wilskracht had gehad om te vechten. Want die kinderen waren aan mij toevertrouwd."

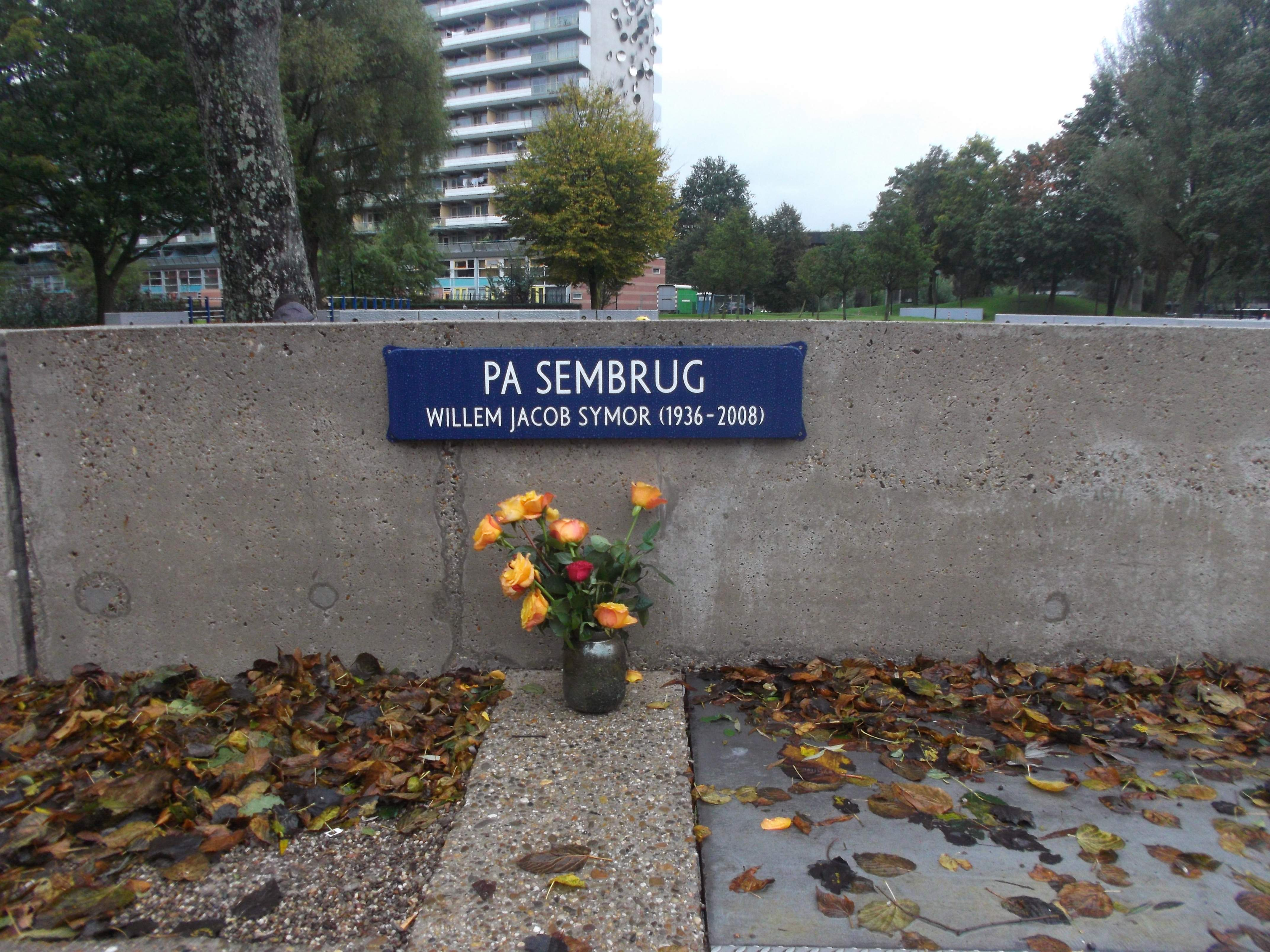
De Pa Sembrug in Amsterdam-Zuidoost

## Eerbetoon
Voor zijn optreden werd Symor een jaar later onderscheiden met de zelden toegekende Erepenning voor menslievend hulpbetoon.
Uit handen van burgemeester Ed van Thijn ontving hij voorts de zilveren erepenning van de gemeente Amsterdam.
Zelf vond hij het overigens niet terecht dat hij door velen als een held beschouwd werd. In een interview met het dagblad Trouw zei hij: "Stel dat ik niet terug was gegaan, hoe had ik daarmee kunnen leven."
Op 4 oktober 2017, vijfentwintig jaar na de ramp eerde de gemeente Amsterdam hem, door een voorheen naamloze voetbrug tot Pa Sembrug te dopen. De voetbrug ligt waar de flat Groeneveen instortte en maakt deel uit van Het groeiend monument het monument ter nagedachtenis van de vliegramp.

## Over Pa Sem
- Michiel van Kempen, 'Going down, going down'. In: Windstreken. Amsterdam 1992, pp. 6–7. 
  - De tekst werd geschreven op 5 oktober 1992, de dag na de Bijlmerramp en dezelfde avond voorgedragen door Felix Burleson bij NOS-Met het Oog op Morgen. Ze is overgenomen door de Wereldomroep op 6 oktober 1992. De tekst werd verfilmd door KRO-Reporter en uitgezonden op 9 oktober 1992, eveneens met Felix Burleson, vervolgens op 11 oktober herhaald door KRO-Brandpunt en op 12 oktober door de BRT. De tekst verscheen in De Nieuwe Bijlmer, de Weekkrant Suriname, de Haagsche Courant en De Ware Tijd, en uiteindelijk in Van Kempens bundel.